# Hypericum lagarocaule
Hypericum lagarocaule är en johannesörtsväxtart som beskrevs av N.Robson. Hypericum lagarocaule ingår i släktet johannesörter, och familjen johannesörtsväxter. Inga underarter finns listade i Catalogue of Life.